# District de Zumbo
Le district de Zumbo est une subdivision administrative de la province de Tete au nord du Mozambique. En 2007, sa population est de 57 084 habitants.

## Source de la traduction
- (pt) Cet article est partiellement ou en totalité issu de l’article de Wikipédia en portugais intitulé « Zumbo (distrito) » (voir la liste des auteurs).